# Ромеро, Хулио Сесар
Ху́лио Се́сар Роме́ро Инсфра́н (он же Ромери́то; исп. Julio César Romero Insfrán; «Romerito»; род. 1960) — парагвайский футболист, полузащитник. Один из самых выдающихся парагвайских игроков за всю историю. Занимает 94 место среди ста лучших футболистов XX века по версии Placar.

## Биография
Хулио Сесар начинал карьеру в скромном клубе «Такуари» в 1977 году. Однако даже там он быстро сумел привлечь внимание тренерского штаба сборной Парагвая. В 1979 году Ромеро уже был игроком основы «альбиррохи», с которой он завоевал Кубок Америки. А в 1980 году он перешёл в богатый на тот момент клуб «Нью-Йорк Космос», который славился приглашениями суперзвёзд мирового футбола, таких как Пеле и Беккенбауэр. В «Нью-Йорке» Ромеро дважды выигрывал чемпионат Северной Америки. Впрочем, постепенно NASL как лига начала сдавать свои финансовые позиции и Хулио Сесара сумел переменить в свой стан «Флуминенсе», безусловно один из самых великих клубов Бразилии, но до того довольно долго не знавший вкуса больших побед.
1984 год стал одним из самых ярких в карьере Ромерито, как моментально с любовью прозвала игрока бразильская торсида. Во многом благодаря ему «трёхцветные» впервые в истории клуба стали чемпионами Бразилии (не считая турнира Кубок Робертао). В том же году он стал чемпионом штата Рио-де-Жанейро. Ромерито является настоящим идолом для болельщиков бразильского клуба «Флуминенсе».
В следующем году Ромерито вновь выиграл Лигу Кариоку, а в составе сборной он пробился на чемпионат мира 1986 года. Для сборной Парагвая это было первое попадание на Мундиаль с 1958 года. По итогам 1985 года Ромерито был признан лучшим игроком Южной Америки.
В 1986 году Ромерито помог сборной выйти в 1/8 финала чемпионата мира, однако на этой стадии южноамериканцы были биты англичанами со счётом 0:3 (впоследствии Англия дошла до четвертьфинала чемпионата).
В 1988 году Ромеро перешёл в испанскую "Барселону" по личному приглашению Йохана Кройфа. Парагваец провёл отличный сезон (вернее, полсезона) и помог «гранатово-синим» выиграть Кубок обладателей кубков, но предпочёл покинуть Европу. Сначала он выступал за мексиканскую «Пуэблу» (чемпион Мексики 1990), затем — за Спортиво Лукеньо (в котором в 1998 году он завершил карьеру). Один сезон он провёл за легендарную асунсьонскую «Олимпию», с которой он выиграл Кубок Республики — аналог Кубка Парагвая — в 1992 году.
После окончания карьеры футболиста Ромеро стал политиком. Он избирался в муниципалитет Луке от партии Колорадо и представлял свой город в 2001—2006 годах. Затем он занялся спортивным воспитанием молодёжи в Луке. В 2006 году Ромерито выступил вместе с местной рок-группой перед аудиторией в 40 тысяч человек.
Пеле включил Ромерито в число 125 величайших ныне-живущих футболистов современности. Хулио Сесар стал единственным парагвайцем, попавшим в этот список.

## Титулы
- Чемпион Бразилии (1): 1984
- Чемпион штата Рио-де-Жанейро (2): 1984, 1985
- Чемпион NASL (2): 1980, 1982
- Победитель Кубка кубков УЕФА (1): 1988/89
- Обладатель Кубка Америки: 1979
- Лучший футболист Южной Америки: 1985
- Лучший легионер чемпионата Бразилии: 1984
- Входит в список ФИФА 100